# John Baring

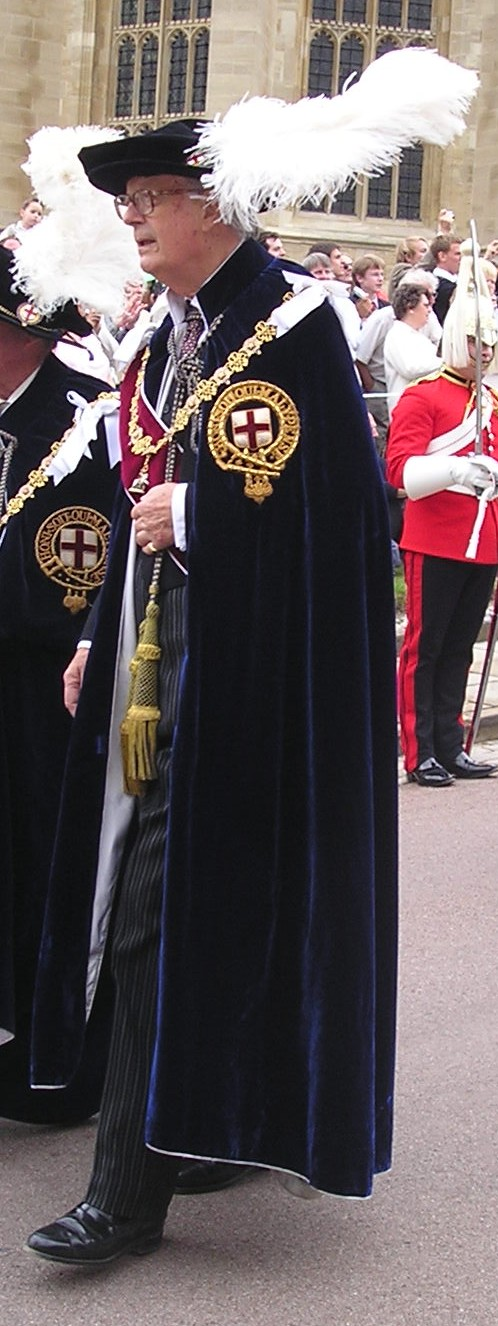
Lord Ashburton

John Francis Harcourt Baring (ur. 2 listopada 1928, zm. 6 października 2020) – brytyjski arystokrata i przedsiębiorca, najstarszy syn Alexandra Baringa, 6. barona Ashburton, i Doris Harcourt, córki 1. wicehrabiego Harcourt.

## Życiorys
Wykształcenie odebrał w Eton College i w Trinity College w Oksfordzie. W latach 1964–1977 był dyrektorem Trafford Park Estates. W latach 1964–1982 był dyrektorem Royal Insurance. W latach 1967–1979 był dyrektorem Pye Holdings. W latach 1974–1989 był przewodniczącym Baring Brothers. W latach 1981–1984 był dyrektorem Dunlop Holdings. W latach 1982–1992 był dyrektorem British Petroleum (BP). W latach 1983–1991 był dyrektorem Banku Anglii. W latach 1985–1989 był dyrektorem Barings plc. W latach 1992–1995 był przewodniczącym BP.
Po śmierci ojca w 1991 r. odziedziczył tytuł barona Ashburton i zasiadł w Izbie Lordów, gdzie zasiadał do reformy 1999 r. W 1980 r. został komandorem Królewskiego Orderu Wiktorii. W 1990 r. otrzymał Krzyż Komandorski Królewskiego Orderu Wiktorii. W 1994 r. został zastępcą Lorda Namiestnika Hampshire. W 1994 r. został kawalerem Orderu Podwiązki. W latach 1990–1994 był Lordem Strażnikiem Stannaries.
25 listopada 1955 r. poślubił Susan Mary Renwick (ur. 5 czerwca 1930), córkę Roberta Renwicka, 1. barona Renwick, i Dorothy Parkes, córki majora Harolda Parkesa. John i Susan mieli razem dwóch synów i dwie córki:
- Lucinda Mary Louise Baring (ur. 20 października 1956), żona Michaela Vaughana, nie ma dzieci
- Mark Francis Robert Baring (ur. 17 sierpnia 1958), ożenił się z Mirandą Moncrieff, ma dzieci
- Rose Theresa Baring (ur. 7 grudnia 1961), żona Barnaby’ego Robertsona, nie ma dzieci
- Alexander Nicholas John Baring (ur. 15 lutego 1964), ożenił się z Lucy Fraser, nie ma dzieci

Pierwsze małżeństwo lorda Ashburtona zakończyło się rozwodem w 1984 r. Trzy lata później poślubił Sarah Cornelię Spencer-Churchill (ur. 26 marca 1935), córkę majora Johna Spencer-Churchilla i Angeli Culme-Seymour, córki kapitana George Culme-Seymoura. Małżonkowie nie mają razem dzieci.
Lord Ashburton mieszkał z rodziną w Lake House w Northington w hrabstwie Hampshire.